# Expressionnisme abstrait

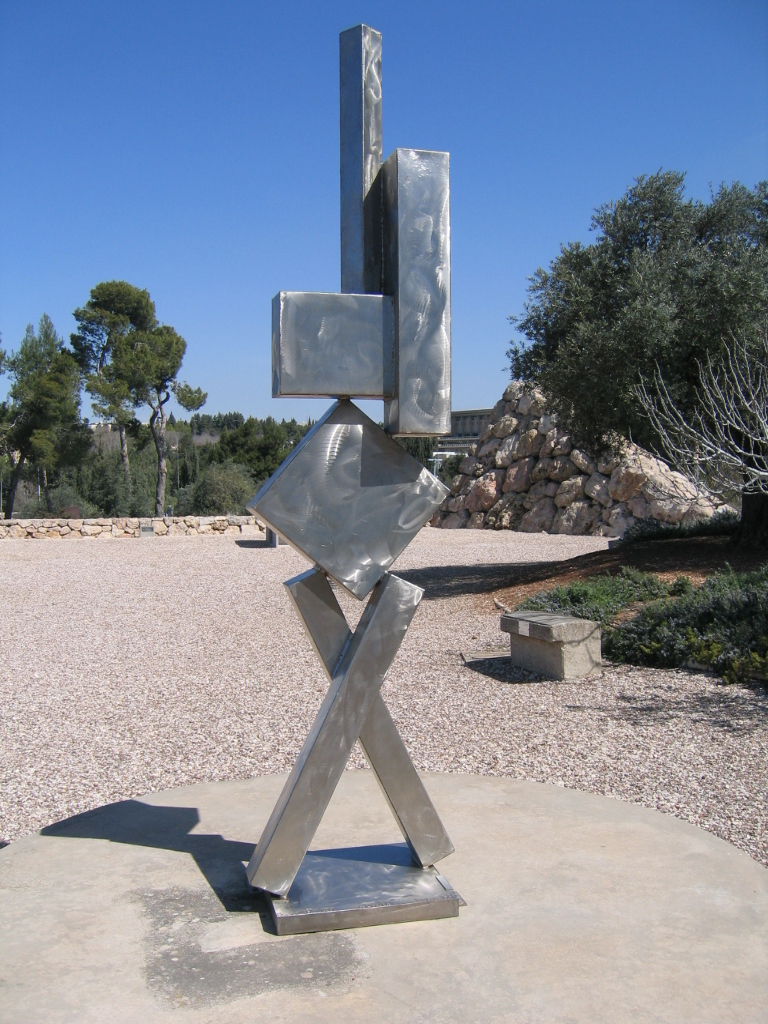
Cubi VI de David Smith, sculpture expressionniste abstraite exposée au musée d'Israël, à Jérusalem.

L'expressionnisme abstrait est un mouvement artistique qui s'est développé peu après la Seconde Guerre mondiale aux États-Unis. C'est aussi un élément central de l'école de New York, « école » qui a rassemblé les artistes (poètes, peintres, musiciens...) d'avant-garde actifs à New York et aux États-Unis avant et après la Seconde Guerre mondiale.
On parle d'expressionnisme abstrait pour un certain type de peinture, de sculpture et de photographie.
Le mouvement est « né » dans le milieu artistique new-yorkais dans les années 1940. Plusieurs dénominations sont apparues pour évoquer certains aspects de l'expressionnisme abstrait américain : l'action painting, la colorfield painting ou la Post-painterly Abstraction (en) (de Sam Francis). Mais la peinture de Willem de Kooning, pour ne citer que cet artiste majeur du mouvement expressionniste abstrait, ne relève d'aucune de ces catégories.

## Le terme «Expressionnisme abstrait»
En 1946, le critique d'art Robert Coates, dans un article publié au New Yorker, forge pour la première fois le terme « expressionnisme abstrait ». Les deux mots combinent l'intensité émotionnelle des expressionnistes allemands avec l'esthétique anti-figurative des écoles abstraites européennes.

## Des origines et des influences discutées
Les origines de l'expressionnisme abstrait font l'objet de controverses : s'agit-il d'un art spécifiquement américain ou doit-il beaucoup aux avant-gardes européennes ?
En 1929 est inauguré le MoMA le museum of Modern Art de New York pour présenter au public l'Art Moderne. À la suite de la crise économique, en 1935, le président Roosevelt met en place un programme d'aides aux artistes WPA dans le cadre du New Deal. C'est dans le cadre de ce vaste projet qui touche 10 000 artistes de 1935 à 1943 que vont se rencontrer les expressionnistes abstraits.
En 1936 les artistes américains abstraits s'organisent en une association de promotion AAA (acronyme de American Abstract Artists). Ils publient manifestes et articles et réclament l'ouverture des musées américains aux artistes abstraits américains, parmi ses membres Clement Greenberg, Lee Krasner, Piet Mondrian, Ben Nicholson, David Smith, Ad Reinhardt, etc.
À partir de 1933, les États-Unis accueillent des artistes ayant fui l'Allemagne nazie : Hans Hofmann (1880-1966) enseigne l'art moderne à l’université de Californie (Berkeley) et à l’Art Student League de New York. Lee Krasner, Clement Greenberg, Mark Rothko sont de ses élèves.
Hofmann a eu une certaine influence sur le développement de l'expressionnisme abstrait, bien qu'il se soit appuyé sur le formalisme cubiste. Il introduit la troisième dimension dans ses tableaux en les transformant en champs de forces dynamiques, très structurés. Hofmann pense que l'acte de peindre comporte des significations psychologiques. Dans son cas, l'opulence de la couleur et de la surface sont des signes d'une personnalité hédoniste. Il se distingue de la peinture « pessimiste » des peintres expressionnistes de son époque par l'expression de sa joie de vivre. Il est à l'origine de la technique du « push and pull », synthèse des théories de la couleur des avant-gardes parisienne et européennes.
Josef Albers (1888-1976) enseigne au Bauhaus de 1923 à 1933, il est membre fondateur du Salon des Réalités Nouvelles à Paris avant d'émigrer aux États-Unis. Il est considéré comme un des initiateurs de l'art optique (ou « Op art »). Entre 1939 et 1942, Marc Chagall, Max Ernst, Fernand Léger, Piet Mondrian, Yves Tanguy, Roberto Matta, André Masson, Marcel Duchamp et André Breton émigrent à leur tour.
En réalité, si l'on met de côté Matta, Masson et Duchamp, les artistes européens eurent peu de contact avec leurs homologues américains. Dès 1948, ces derniers fondent les bases d'une voie propre aux États-Unis. En 1949, c'est au cours des discussions passionnées qui agitent le Club, au 39 de la 8e rue Est, à New York, que sort la notion d'« expressionnisme abstrait ». Le Club, fondé par de Kooning, Franz Kline et quelques autres attire rapidement des personnalités aussi diverses que Ad Reinhardt et Jackson Pollock, dans un climat fortement hostile à Clement Greenberg et au formalisme. Dans cette après-guerre qui entraîne le boom économique aux États-Unis, New York devient la capitale mondiale de l'avant-garde et, plus généralement, de l'art moderne. Et l'expressionnisme abstrait y est au centre des débats.
Les expressionnistes abstraits puisent leur inspiration et leur technique dans plusieurs sources. Ils sont marqués par les influences du surréalisme (subconscient, écriture automatique, dripping), ainsi que par l’abstraction de Wassily Kandinsky et d'Arshile Gorky ou par les œuvres de Hans Hofmann.

## Les irascibles
Clyfford Still, déjà très irascible à l'époque et très proche de Pollock, fait partie de ces « 18 Irascibles » qui font publier, le 22 mai 1950, une lettre de protestation adressée au président du Metropolitan Museum of Art rejetant l’exposition American Painting Today (1950) et boycottant par avance l’exposition que le musée avait en préparation.
Pour contextualiser cet évènement, il faut dire que le Met n'avait créé un département consacré à l'art américain qu'en 1948, et American Painting Today devait être la première exposition de ce projet. Par ailleurs, en 1948, William Baziotes, David Hare, Robert Motherwell et Mark Rothko avaient fondé une académie d'art, Subjects of the Artist, structure qui organise des discussions entre artistes dans un loft du 35 de la 8e rue, à Manhattan, connu sous le nom de Studio 35, le légendaire « Club ». Une réunion a eu lieu du 21 au 23 avril 1950. Elle a été organisée par Robert Goodnough et animée par Richard Lippold, Robert Motherwell et Alfred H. Barr, directeur du Museum of Modern Art (MoMA). Le but était de poser le cadre d'un mouvement artistique. À la fin de la séance à huis clos, Adolph Gottlieb a suggéré que les artistes réunis protestent contre le parti pris conservateur du jury lors du prochain concours au Metropolitan ; d'où la lettre, en date du 20 mai, envoyée au New York Times et signée par Jimmy Ernst (le fils de Max Ernst), Adolph Gottlieb, Robert Motherwell, William Baziotes, Hans Hofmann, Barnett Newman, Clyfford Still, Richard Pousette-Dart, Theodoros Stamos, Ad Reinhardt, Jackson Pollock, Mark Rothko, Hedda Sterne, James Brooks, Weldon Kees et Fritz Bultman. Les sculpteurs qui les soutenaient étaient Herbert Ferber, David Smith, Ibram Lassaw, Mary Callery, Day Schnabel, Seymour Lipton, Peter Grippe, Theodore Roszak, David Hare et Louise Bourgeois. Des conservateurs bien précis avaient été retenus pour faire la sélection des artistes, et ce choix disait, par avance, qu'aucun artiste d'avant-garde ne pourrait y exposer. Et de souligner ce fait « que, depuis environ un siècle, seul l'art d'avant-garde a offert une contribution conséquente à la civilisation ». Le journal la publie en première page le 22 mai. La réponse paraît le 23 dans The Herald Tribune où Emily Genauer, critique d'art, écrit l'éditorial en donnant ce nom au groupe et attaque les artistes pour "distorsion de fait" en prétendant que le Metropolitan aurait eu du "mépris" pour la peinture moderne. Gottlieb, aidé par Newman et Reinhardt, rédige alors une réfutation, signée par douze peintres et trois sculpteurs et adressée au rédacteur en chef du Tribune ; lettre qui n'est jamais publiée. Mais la polémique s'est poursuivie.
Alfred Barr, cherchant à distinguer le MoMA du Met., a encore électrisé la situation en choisissant Arshile Gorky, Willem de Kooning et Jackson Pollock pour le pavillon américain de la 25e Biennale de Venise, qui se tenait de juin à octobre 1950. Dans le numéro de juin 1950 de ARTnews il a qualifié les peintres en question de "leaders" d'une "avant-garde prédominante". L'acte de Barr a signalé au monde de l'art que l'Expressionnisme abstrait devrait être sérieusement pris en compte par les musées. Pour son édition du 15 janvier 1951, le magazine Life a décidé de publier un reportage photo qui documenterait les résultats du concours du Met. et comporterait une photographie des opposants. La rédactrice en chef de Life, Dorothy Seiberling, a envoyé la photographe Nina Leen pour les photographier dans un studio de la 44e rue. Ils se sont rassemblés le 24 novembre. Seuls trois des signataires originaux étaient absents : Weldon Kees, Hans Hofmann et Fritz Bultman. Pollock a fait un voyage spécial avec James Brooks pour la photo. Hedda Sterne, arrivée en retard, est vue au sommet de la pyramide (debout sur une table). Elle est la seule femme sur la photo et décrira plus tard l'expérience comme « probablement la pire chose qui me soit arrivée », disant d'elle-même qu'elle ne relevait pas de l'Expressionnisme abstrait. La peintre Lee Krasner pense que Sterne a été introduite par l'insistance de la marchande d'art Betty Parsons, laquelle représentait une bonne partie du groupe.
La légende de la photo publiée mentionnait que le groupe était « solennel ». Barnett Newman avait insisté pour que le groupe soit photographié "comme des banquiers". Et il est vrai que bon nombre des membres du groupe avaient des réserves quant à leur présence dans une publication de presse traditionnelle ; Rothko en particulier. Pourtant, personne ne pouvait se tromper sur les conséquences de la publication de Pollock dans Life du 8 août 1949. L'exposition suivante de Pollock, qui avait débuté le 21 novembre 1949 à la Betty Parsons Gallery, avait été un triomphe incontestable. Il avait « brisé la glace », selon la formule de Willem de Kooning. Au cours de l’année suivante, Betty Parsons a envoyé des chèques de 6 508,23 $ à Pollock sur des ventes brutes de plus de 10 000 $, alors que plus des deux tiers des familles américaines vivaient alors avec moins de 4 000 $. Pollock semble avoir été invité à signer la lettre ouverte de Studio 35, au moins en partie, en raison de sa notoriété, presque entièrement attribuable à l’article de Life du 8 août. En fin de compte, la séance de photographie de groupe était un compromis désagréable entre le système de valeurs dans lequel les artistes avaient travaillé et leur désir de réussir dans leur carrière.
La couverture médiatique ultérieure à la protestation elle-même, et cette photographie de groupe désormais emblématique, apparue dans le magazine Life, leur ont donné de la notoriété, popularisé l'expression « expressionniste abstrait » et établi ce que l'on appelle la première génération du mouvement.

## Contexte de l'après-guerre
Après la Seconde Guerre mondiale, les conditions économiques, politiques et artistiques suscitent une nouvelle manière de peindre, de voir et de donner à voir aux États-Unis. Après des années de crise, l'économie américaine repart. Avec le début de la guerre froide, la peinture américaine est un des éléments de la politique culturelle et diplomatique des États-Unis avec le cinéma, la musique ou la littérature.
Le développement de l'expressionnisme abstrait est associé à l'après-guerre, d'une part à 1948[réf. à confirmer] (date de la création du club Subjects of the Artists). D'autre part à 1950 année de la protestation des « irascibles », et après le succès de l'exposition Pollock, la même année, tandis que c'étaient trois expressionnistes abstraits qui étaient choisis pour représenter les États-Unis à la Biennale de Venise. Ces évènements avaient été précédés par des années de pratiques qui relèvent déjà des critères appliqués à l'expressionnisme abstrait, au moins dès 1944 pour Clyfford Still (1944-N no 1), alors que Pollock et Rothko pratiquaient encore une peinture figurative.
Cet art qui se voulait avant-gardiste, cosmopolite et apolitique fait se déplacer le cœur de l'art moderne de Paris à New York. Cependant, l'expressionnisme abstrait suscite des débats au sein de la classe politique américaine. Les Républicains attaquent violemment ce courant et l'accusent d'être communiste. Au Congrès, ils dénoncent en outre les financements fédéraux qui sont attribués aux peintres expressionnistes. De fait, même la CIA, crée en 1947, a parmi ses missions, celle de faire la promotion de cet art. Le début des années 1950 voit le renforcement de cette opposition à cause du maccarthisme, les artistes soupçonnés de sympathies communistes deviennent l'objet d'enquêtes (« chasse aux sorcières »). Pourtant, la période est aussi marquée par le soutien du MoMA de New York, lui-même financé par la fondation Rockefeller. En 1952, le musée organise même un programme international de diffusion mondiale de l'expressionnisme abstrait. L'exposition « The New American Painting » n'a pas d'autres buts. Les peintres de l'expressionnisme abstrait sont également défendus par Peggy Guggenheim.

## Caractéristiques et courants
Comme le dit David Anfam, spécialiste du sujet (on lui doit plusieurs ouvrages de référence sur la question), « l’Expressionnisme abstrait n’était pas un mouvement mais un « phénomène ». Un groupe d’artistes américains et immigrés, construisant un art nouveau sur les ruines du monde. Une communauté élargie qui tailla en pièces la peinture d’avant pour en faire quelque chose d’autre, plus brut, plus grand ».
L'expressionnisme abstrait s’impose avec une nouvelle génération d’artistes vivant, au moins partiellement, à New York. Il se caractérise par des toiles immenses, ou simplement de grande taille, mais pas exclusivement. Certaines sont entièrement peintes all-over (où les éléments picturaux sont disposés de manière égale sur toute la surface disponible) (Clement Greenberg : The Nation, 1er février 1947 : an over-all evenness [une uniformité bord à bord]). Dans ces toiles exceptionnelles, chaque coup de pinceau annule le précédent et le rapport de celui-ci avec la surface du fond. Procédé qui conduit à une répartition plus ou moins uniforme des éléments picturaux sur la totalité de la surface du tableau qui semble se prolonger au-delà des bords. Bien plus généralement, le tableau expressionniste abstrait met en valeur la matière et la couleur utilisée comme matière.
Certains artistes qualifiés d'expressionnistes abstraits ont été « regroupés » en deux courants, pour simplifier : l'action painting qui valorise l'action du peintre, ses gestes, et la colorfield painting qui mise sur des effets de surface de couleurs, plus ou moins unies, plates. Par ailleurs, le critique Clement Greenberg qualifiait aussi la peinture des expressionniste abstraits, en général, de painterly, présentant pour la plupart des effets de peinture qui allaient à l'encontre de la planéité du tableau.
Les peintres de l'action painting (au sens strict, seul Jackson Pollock a pratiqué l'action painting) produisent apparemment de façon violente, avec des gestes rapides voire manifestement spontanés. C'est en effet la pratique de Jackson Pollock, à partir de sa série de 1946 « The Sounds in the Grass » (« Les sons dans l'herbe ») et de la mise au point, en 1947, de la technique du dripping, initiée dès 1943, De Kooning à partir de 1952 ou Franz Kline. Les peintres s’attachaient à la texture et à la consistance de la peinture ainsi qu’aux gestes de l’artiste. L'expression action painting fut créée en 1952 par le critique d’art américain Harold Rosenberg (1906-1978). Ce dernier écrit, dans un article du magazine Art News publié en 1952 : « (...) l’un après l’autre, les peintres américains commencèrent à considérer la toile comme une arène dans laquelle agir, plutôt que comme un espace où reproduire, redessiner, analyser ou exprimer un objet, réel ou imaginaire. Ce qui naissait sur la toile n'était plus une image mais un événement ».
Le terme Color Field painting a été, à l'origine, appliqué à l'œuvre de trois peintres expressionnistes abstraits américains Mark Rothko, Barnett Newman et Clyfford Still, autour de 1950. Plus généralement, le terme Color Field Painting est appliqué au travail de peintres abstraits travaillant dans les années 1950 et 1960, caractérisé par de grandes zones d'une couleur unique, plus ou moins plate. Le MoMA donne cette définition : « Peintures qui présentent de grandes zones de couleur, généralement sans contraste fort de ton ou lieu qui centralise l'attention de manière évidente. ». Ce musée applique le terme à Barnett Newman, The Voice de 1950, et Vir Heroicus Sublimis de 1950–51, ainsi qu'à Mark Rothko No. 16 (Red, Brown, and Black) de 1958. Ce qui rapprocherait les Expressionnistes abstraits de la première génération de ce concept de color field painting est, par exemple, la peinture de Mark Rothko depuis 1946 avec ses peintures Multiform  (surfaces quasi en aplats peu nuancés sur les marges), celles de Clyfford Still vers 1946 (vastes surfaces quasi monochromes) et certaines toiles ultérieures, ou de Barnett Newman à partir de 1948 (en aplats). Selon Clement Greenberg, « « la conscience en tant que leitmotiv est née d’une idée de soi très profonde chez ces artistes » ».
Le Color Field painting movement (« mouvement de la peinture du champ coloré ») est aussi un concept utilisé par Clement Greenberg : les peintres du Color Field painting movement, envisagés d'une manière plus restrictive, utilisent alors des champs de couleurs imprégnées ( stained into ) ou diffusées ( spread across ). Jackson Pollock, Adolph Gottlieb, Hans Hofmann, Barnett Newman, Clyfford Still, Mark Rothko, Robert Motherwell, Ad Reinhardt et les dernières œuvres d'Arshile Gorky ont été considérées par Greenberg comme en relation avec la Color Field painting. Mais en règle générale Clement Greenberg préférait parler de Post Painterly Abstraction pour désigner les nouvelles tendances issues de cette première génération (expressionniste) qui avait pratiqué une abstraction en général très « picturale ». La nouvelle génération du Color Field movement ne relève pas, en général, de l'Expressionnisme abstrait : ce sont Helen Frankenthaler, Morris Louis, Kenneth Noland, Jules Olitsky, Sam Francis…

## Financements par la CIA et implications politiques
En 1995, d'anciens fonctionnaires américains confirment les rumeurs qui circulent depuis plusieurs années selon lesquelles les artistes de ce mouvement ont été financés par l'administration des États-Unis via l'un de ses services secrets, la CIA, en vue d'en faire une arme idéologique pour le bloc occidental dans le contexte de la guerre froide.
Cette stratégie culturelle voyait dans l'expressionnisme abstrait un moyen d'affirmer la créativité, la liberté intellectuelle et le rayonnement artistique des États-Unis, en faisant apparaître par contraste l'art officiel des pays communistes, le réalisme socialiste soviétique, comme codifié, rigide et fermé. Thomas Braden, ancien chef de la division des relations internationales de la CIA et ancien secrétaire exécutif du Museum of Modern Art de New York (MoMA), déclare dans un entretien : « Je pense qu'il s'agissait de la plus importante division de la CIA et je pense que cela a joué un rôle déterminant dans la Guerre froide. »
Cela ne signifie pas qu'il s'agissait d'une création pure et simple de la CIA, les artistes ayant pu ignorer d'où provenait l'argent qui les finançait. L'ancien agent Donald Jameson indique ainsi que, si les artistes en question avaient des sympathies pour le communisme ou l'URSS, c'était encore mieux du point de vue de l'Agence.
Cette volonté de la part des dirigeants américains de présenter l'abstraction new-yorkaise comme la réelle avant-garde artistique et la nouvelle référence culturelle s'est concrétisée par un très vaste programme mis en place avec d'importants moyens financiers par la CIA. Est né de cette manière « un système inédit de consécration de l'art » et de fabrication de la valeur financière des œuvres en réseau, qui impliquait fondations, musées, universités, mécènes et associations diverses. Des galeristes tels que Leo Castelli et les liens qu'il entretenait avec la direction du MoMA ont joué un rôle essentiel dans ce dispositif. Analysant cette période, l'historienne britannique Frances Stonor Saunders avance que l'expressionnisme abstrait n'aurait pas été reconnu et célébré comme il l'a été sans l'aide de la CIA,.
Selon Michael Kimmelman, critique du New York Times, la thèse d'une manipulation par la CIA est réductionniste. Dans un article titré « Revisiting the Revisionists: The Modern, Its Critics and the Cold War », il s'attache à démontrer qu'une telle vision est simplement fausse ou décontextualisée, les artistes américains de l'expressionnisme abstrait n'ayant été ni plus ni moins défendus que les artistes figuratifs, les cinéastes, les écrivains... américains de la même époque par les différents gouvernements. Le livre de Christine Lindey, Art in the Cold War, qui décrit l'art soviétique de la même époque, ou Pollock and After, de Francis Frascina, reprennent la démonstration de Michael Kimmelman, soulignant que la reconnaissance internationale des artistes américains est intervenue en 1964 à la Biennale de Venise avec le pop art et Robert Rauschenberg.
Reconnaissance que Serge Guilbaut présente comme l'aboutissement de la politique culturelle menée par les États-Unis, le pop art remplaçant toute proposition esthétique par une adhésion à la société de consommation et réduisant l'art au design. La jonction entre l'expressionnisme abstrait et le pop art donne naissance à la fin du XXe siècle à l'« art contemporain », une production entièrement soumise aux lois du marché et animée par des « créateurs » désormais dépourvus de tout savoir-faire et indépendants de toute tradition esthétique.[réf. nécessaire]

## Principaux représentants, en bref
- Jackson Pollock (1912-1956) fut l'artiste de l'expressionnisme abstrait connu au niveau international bien avant tous les autres. Il puise son inspiration dans ses souvenirs plus ou moins traumatiques. Les dessins rituels exécutés sur le sable par les Navajos l'inspirent également ainsi que les totems des Indiens de la côte Ouest, faits d'assemblages de figures composites ; de même les fresquistes mexicains par leurs formats et pour les expérimentations auxquelles ils se risquent ; les dessins et les peintures de Picasso (de l'époque de Guernica, de Marie-Thérèse et du Minotaure) aux figures déformées ; enfin, l'écriture automatique surréaliste le concerne moins que l'interprétation de ses dessins qu'il effectue avec son psychanalyste formé auprès de Jung. Pollock utilise, entre autres, la technique du dripping, inventée par Janet Sobel[29], qui consiste à faire gicler de la peinture du bout d'un bâton ; il verse aussi la peinture directement du pot sur de grandes toiles disposées au sol[2]. Il emploie des outils non conventionnels pour peindre (couteaux, truelle, bâton, seringue).
- Franz Kline (1910-1962) produit de vastes surfaces noires ou blanches très instinctives[2]. Il utilise des fragments de ses propres dessins qu'il agrandit et reporte sur des grands formats. Il privilégie le contraste du noir et du blanc favorisé par des bandes de peinture.
- Bien que Willem de Kooning (1904-1997) refuse d'être classé dans l'expressionnisme abstrait[30], ses œuvres majeures (Excavation ou Woman I de 1950) relèvent, pour ses contemporains, de cette tendance. En effet, la défiguration poussée, grotesque, jointe à une structure « post-cubiste », qui tend à unifier le tableau tout en s'abstenant de tout effet de représentation du volume, poussent les formes encore identifiables vers l'abstraction et le tableau vers la planéité. L'expressionnisme avec lequel les « Femmes » (américaines modernes) sont représentées les amène à ressembler à des idoles néolithiques.
- Mark Rothko (1903-1970), dans sa période "classique", peint des bandes plus ou moins larges et mitoyennes de couleurs intenses sur des toiles de plus en plus grandes qui invitent à la contemplation ou à la méditation. Avec Barnett Newman, Clyfford Still et Ad Reinhardt, il devient l'un des artistes les plus représentatifs de la colorfield painting.
- Bradley Walker Tomlin
- Philip Guston
- Robert Motherwell
- Adolph Gottlieb
- L'œuvre de Robert Rauschenberg (1925-2008) qui appartient au pop-art et au néo dadaïsme, a tiré de nombreux enseignements de l'expressionnisme abstrait qu'il cite par certaines pratiques picturales. Il s'en est symboliquement nettement démarqué en effaçant un dessin qu'il était allé demander à de Kooning. Il s'est efforcé de faire disparaître le dessin en usant plusieurs gommes.
- Les ignorés : Ann Eden Gibson a publié, en 1999, un essai[31] dans lequel elle montre que l'expressionnisme abstrait a été peu à peu défini et développé par les artistes blancs de sexe masculin qui sont devenus ses porte-parole, par la critique et par les partisans privés et institutionnels. Elle propose une argumentation pour repenser la définition de l’expressionnisme abstrait à travers le travail de contemporains célèbres tels que Romare Bearden, Louise Bourgeois, Lee Krasner, Norman Lewis, Alfonso Ossorio, Aaron Siskind, Leon Polk Smith, Anne Ryan et Hale Woodruff, ainsi que des artistes moins connus tels que Ruth Abrams, Ronald Joseph et Thelma Johnson Streat.

### Principaux artistes de l'expressionnisme abstrait

#### Peintres
- Mary Abbott (en) (1921-2019)
- William Baziotes (1912-1963)
- Bernice Bing (1936-1998)
- James-Jacques Brown (1918-1991)
- Hans E. Deutsch (1927-2014)
- Perle Fine (en) (1905-1988)
- Sam Francis (1923-1994)
- Jane Frank (1918-1986)
- Helen Frankenthaler (1928-2011)
- Sonia Gechtoff (1926-2018)
- Robert Goodnough (en) (1917-2010)
- Arshile Gorky (1904-1948)
- Adolph Gottlieb (1903-1974)
- Jacques Grinberg (1941-2011)
- Philip Guston (1913-1980)
- Elaine Hamilton (1920-2010)
- Grace Hartigan (1922-2008)
- Hans Hofmann (1880-1966)
- Laurent Jiménez-Balaguer (1928-2015)
- Franz Kline (1910-1962)
- Willem de Kooning (1904-1997)
- Elaine de Kooning (1918-1989)
- Lee Krasner (1908-1984)
- John Levee (1924-2017)
- Knox Martin (1923-2022)
- Joan Mitchell (1925-1992)
- Antoine Mortier (1908-1999)
- Robert Motherwell (1915-1991)
- Giuseppe Napoli (1929-1967)
- Barnett Newman (1905-1970)
- Jackson Pollock (1912-1956)
- Richard Pousette-Dart (1916-1992)
- Robert Rauschenberg (1925-2008)
- Milton Resnick (1917-2004)
- Jean-Paul Riopelle (1929-2002)
- Mark Rothko (1903-1970)
- Anne Ryan (1889-1954)
- Clyfford Still (1904-1980)
- Waldemar Smolarek (1937-2010)
- Augustus Vincent Tack (en) (1870-1949)
- Bradley Walker Tomlin (1899-1953)
- Louis Van Lint (1909-1986)
- Corinne Michelle West (1908-1991)

#### Sculpteurs
- David Smith (1906-1965)
- Richard Stankiewicz (1922-1983)
- Mark di Suvero (1933)
- Louise Nevelson (1899-1988)
- DoDoU (1960)

#### Photographes
- Aaron Siskind (1903-1991)
- Pedro M Cabral (1955)

#### En français
- Dore Ashton (trad. Maud Sissung), L'Ecole de New York : histoire d'un mouvement, Paris, Hazan, 1992, 462 p. (ISBN 2-07-075617-3)
- David Anfam, traduction d'Olivier Meyer, L'Expressionnisme abstrait, Paris, Thames & Hudson, coll. « Univers Art », 1999, 216 p. (ISBN 978-2-87811-155-2 et 2878111559)
- Serge Guilbaut, Comment New York vola l'idée d'art moderne, Paris, Hachette Littératures, coll. Pluriel, 2005-2006, 2006 (ISBN 978-2-01-279257-9, OCLC 300524992)
- Barbara Hess (trad. de l'allemand), Expressionnisme abstrait, Köln/London/Paris etc., Taschen, 2005, 94 p. (ISBN 978-3-8228-2969-1 et 3822829692)
- Steven Naifeh et Gregory White Smith (trad. de l'anglais), Jackson Pollock, Paris, éditions Tristram, 1999, 735 p. (ISBN 978-2-907681-25-4 et 2907681257)
- Irving Sandler, Le Triomphe de l'art américain ; tome 1 : L'Expressionnisme abstrait, éditions Carré, 2000, 293 p. (ISBN 978-2-908393-01-9 et 2908393018)
- Frances Stonor Saunders, Qui mène la danse ? La CIA et la Guerre froide culturelle, Denoël, 2003

#### En anglais
- David Anfam,  Abstract Expressionism, New York & London, Thames & Hudson, 1990  (ISBN 0-500-20243-5)
- David Anfam, Abstract Expressionism. A World Elsewhere, New York, Haunch of Venison[32], 2008
- David Craven, Abstract Expressionism as Cultural Critic: Dissent during the McCarthy Period[33], New York, Cambridge University Press, 1999  (ISBN 0-521-43415-7)
- Serge Guilbaut, How New York Stole the Idea of Modern Art, University of Chicago Press, 1983
- Marika Herskovic, American Abstract Expressionism of the 1950s. An Illustrated Survey[34], New York School Press, 2003  (ISBN 0-9677994-1-4)
- Marika Herskovic, New York School Abstract Expressionists Artists Choice by Artists[35], New York School Press, 2000  (ISBN 0-9677994-0-6)
- Nancy Jachec, The Philosophy and Politics of Abstract Expressionism 1940-1960 Cambridge University Press, Cambridge, Royaume-Uni, 2000  (ISBN 0-521-65154-9)
- Francis V. O'Connor, Jackson Pollock (catalogue[36] d'exposition), New York, Museum of Modern Art, 1967, (OCLC 165852)
- Frances Stonor Saunders, The Cultural Cold War: the CIA and the World of Arts and Letters[37], New York, New Press (distribué par W.W. Norton & Co.), 2000  (ISBN 1-56584-596-X)
- Michel Tapié, Hans Hofmann : peintures 1962 (catalogue[38] d'exposition), Paris, galerie Anderson-Mayer, 1963, (OCLC 62515192)
- Michel Tapié, Pollock[39], Paris, Paul Facchetti, 1952, (OCLC 30601793)